# Exocentrus albizziae
Exocentrus albizziae là một loài bọ cánh cứng trong họ Cerambycidae.